# Castellfollit de la Roca
Castellfollit de la Roca (in castigliano Castellfullit de la Roca) è un comune spagnolo di 1.014 abitanti situato nella comarca della Garrotxa, area della Provincia di Girona e facente parte della comunità autonoma della Catalogna. Forma parte del Parco naturale della zona vulcanica di Garrotxa e dell'area giuridica di Olot, mentre dal capoluogo Gerona dista 46 km. Con nemmeno 1 km² di superficie, è uno dei comuni più piccoli di Spagna, il secondo più piccolo della Catalogna ed il più piccolo della propria provincia.
La caratteristica principale di Castellfollit de la Roca è dovuta al fatto che il nucleo storico del paese è situato su uno zoccolo di roccia basaltica a strapiombo sulla valle sottostante. Questa muraglia naturale, alta più di 50 metri e lunga circa un chilometro, è il risultato dell'azione erosiva dei fiumi Fluvià e Toronell sulla roccia vulcanica durata per migliaia di anni.
In particolare lo zoccolo basaltico è composto dalla sovrapposizione di due colate di lava rispettivamente di 217.000 e 190.000 anni.

## Toponomastica
La versione ufficiale e riconosciuta del nome è in lingua catalana. La versione castigliana è desueta e non ufficiale, sebbene riconosciuta.
Ci sono due versioni sull'origine del nome di Castellfollit de la Roca:
1. Secondo prima il toponimo è relazionato all'esistenza di un castello nella zona, teoria avallata da una citazione del 1096 che parla di un tale «Kastro Fullit». In altri documenti posteriori appaiono i nomi «Castro-follito» e «Castello-follito». Per quanto riguarda la parola «follit», potrebbe derivare dal fatto che la costruzione fosse laminata, realizzata in argilla. Siccome nella zona non si incontra facilmente questo tipo di roccia, si pensa che il nome sia dato per similitudine al basalto.
2. La seconda versione sostiene che in realtà il toponimo non derivi da alcuna costruzione militare (ovvero da un castello) edificata sopra la parete basaltica, ma che derivi direttamente dalla parete stessa che con la sua morfologia richiama una grande fortezza. Riguardo alla seconda parte della parola, «-follit», uno sguardo attento ci mostra le formazioni basaltiche come se fossero foglie allargate, da qui il nome che tradotto dal castigliano sarebbe «castillo del follaje» ("Castello del fogliame").

Il suffisso "de la Roca" è stato aggiunto in tempi recenti per differenziare il paese da altri che si chiamano Castellfollit (Castellfollit de Riubregós e Castellfollit del Boix), tutti tra l'altro in Catalogna.

## Società

### Evoluzione demografica
- Evoluzione demografica di Castellfollit de la Roca tra il 1996 ed il 2006

| 1996  | 1998 | 1999 | 2000 | 2001 | 2002  | 2003 | 2004 | 2005 | 2006 |
| ----- | ---- | ---- | ---- | ---- | ----- | ---- | ---- | ---- | ---- |
| 1.006 | 981  | 968  | 963  | 982  | 1.001 | 984  | 979  | 964  | 993  |

- Grafico demografico di Castellfollit de la Roca tra il 1991 ed il 2005